# The Screen Behind the Mirror
The Screen Behind the Mirror е четвъртият студиен албум на немската електронна/ню ейдж група Енигма. Записан в студио A.R.T. в Ибица, Испания, той излиза на световния музикален пазар на 13 декември 1999, издаден от Върджин Рекърдс.
Този албум според някои критици може да се счита за най-зрелия и задълбочен албум на Енигма, използвайки елементи от всичките го предхождащи албуми. Според други музикални критици, обаче, Майкъл Крету в този си албум е прекалил с ползването на семпли и особено на кантата „Кармина Бурана“ на Карл Орф, която е ползвана в четири различни песни. От албума са издадени два сингъла: „Gravity of Love“ и „Push the Limits“.

## Фактология
- Първата песен от албума „The Gate“ започва със звука на познатия „Рог на Енигма“, примесен с гласа на Елизабет Хютън, разказваща астрономически факти за четвъртата планета от Слънчевата система – Марс. Начинът на оформление на песента е подобен на песента „Albedo 0.39“ от едноименния албум на Вангелис от 1976. Това е първата песен от общо четири, в които е ползван семпъл от „Кармина Бурана“. Тук се чува: „O Fortuna, velut Luna, statu variabilis“.
- Жената, която шепне в „Push the Limits“ е Елизабет Хютън. В песента е използван семпъл на стенещо от удоволствие момиче, намекващ за естеството на съдържанието на самата песен.
- „Gravity of Love“ е първата песен, в която се появява Рут-Ан Бойл, която ще участва и в следващите продукции на Енигма. Това е втората песен, в която е ползва семпъл от „Кармина Бурана“. Тук отново се ползва семпъл от човешки шепот.
- Това е вторият албум, в който взема участие продуцента и китарист Йенс Гад, след „The Cross of Changes“.
- В „Smell of Desire“ са използвани отново японските флейти шакухачи от албума „MCMXC a.D.“. Отново в тази песен се появява грегорианското песнопение иползвано в „Sadeness (reprise)“, но този път пуснато отзад напред. Познатите вокали от „Mea Culpa“ са използвани в края на песента, когато тя преминава в „Modern Crusaders“.
- „Modern Crusaders“ е първата песен, в която пее Андрю Доналдс, който впоследствие ще стане редовен гост певец в албумите на Крету. Това е третата песен, в която са ползвани семпли от „Кармина Бурана“, този път почти цялата кантата звучи. В самия край на песента е ползван семпъл от „Токата и фуга в ре минор“ на Йохан Себастиан Бах.
- В „Traces (Light and Weight)“ се чуват действителните звуци от палене на клечка кибрит и капещи капки вода, символизиращи огъня и водата. В песента се чуват и периодичното биене на камбани, както и приглушен плач.
- Ритъмът от „Sadeness (Part I)“ е използван наново в песента „The Screen Behind the Mirror“, докато вокалите на Рут-Ан Бойл и Андрю Доналдс пеят части от текста на „Gravity of Love“. Ранна версия на тази песен, но носеща името „The Experience“ е включена единствено в ранна промо версия на албума, предвидена за Австралия.
- „Camera Obscura“ е четвъртата песен, в която е ползван семпъл от Кармина Бурана. В песента се чува част от „Modern Crusaders“, но пусната наобратно.
- „Between Mind & Heart“ е единствената песен от този албум, в която се появява съпругата на Крету Сандра, главна вокалистка в предните издания на Енигма.
- Рут-Ан Бойл пее във финалната песен от албума – „Silence Must Be Heard“, в която са ползвани познатите вече „Рог на Енигма“ и приглушен плач.
- Албумът има реализирани световни продажби от около 5 – 6 милиона копия.

## Песни
1. The Gate – 2:03
2. Push the Limits – 6:27
3. Gravity of Love – 4:01
4. Smell of Desire – 4:55
5. Modern Crusaders – 3:51
6. Traces (Light and Weight) – 4:13
7. The Screen Behind the Mirror – 3:59
8. Endless Quest – 3:07
9. Camera Obscura – 1:39
10. "Between Mind & Heart" – 4:09
11. Silence Must Be Heard – 5:20

## Класации
| Държава        | Върхова позиция |
| -------------- | --------------- |
| Европа         | 2               |
| Гърция         | 1               |
| Арабия         | 1               |
| Португалия     | 19              |
| Германия       | 2               |
| Дания          | 2               |
| Норвегия       | 2               |
| Италия         | 13              |
| Холандия       | 4               |
| Швейцария      | 4               |
| Япония         | 5               |
| Финландия      | 5               |
| Израел         | 5               |
| Австрия        | 6               |
| Полша          | 12              |
| Великобритания | 7               |
| Швеция         | 7               |
| Чехия          | 7               |
| Нова Зеландия  | 8               |
| Сингапур       | 8               |
| Унгария        | 12              |
| Тайланд        | 10              |
| Канада         | 12              |
| Испания        | 15              |
| Франция        | 16              |
| Белгия         | 19              |
| САЩ            | 33              |
| Ирландия       | 41              |
| Австралия      | 44              |